# Termy Karakalli
Termy Karakalli (łac. Thermae Caracallae; wł. Terme di Caracalla) – najlepiej zachowane rzymskie termy, znajdujące się za Porta Capena w okręgu XII, na południowy zachód od via Appia.
Budowę term rozpoczęto w 206 roku, za panowania Septymiusza Sewera. Oddano je do użytku za panowania jego następcy Karakalli w 216–217 roku. Były to pierwsze łaźnie publiczne wzniesione w Rzymie od ponad 100 lat, kiedy to otwarte zostały Termy Trajana. Prace budowlane zakończono ostatecznie za Heliogabala i Aleksandra Sewera. Drobniejszych przebudów dokonano w czasach Aureliana, Konstansa i Teodozjusza. Budowla została porzucona i popadła w ruinę po 537 roku, w którym to podczas oblężenia Rzymu przez Gotów zniszczono doprowadzające wodę do miasta akwedukty.
Cały kompleks łaźni zajmował obszar około 12 hektarów. Był to kompleks typowy dla obiektów budowanych w czasach cesarstwa, wzniesiony według wzorców ustalonych ostatecznie w architekturze Term Trajana. Główny budynek miał wymiary 214×110 m. Do pomieszczeń prowadziła brama umieszczona pośrodku wschodniego boku. Przez pomieszczenia szatni (apodyterium) przechodziło się do palestry. Pomieszczenia te przeznaczone były między innymi do wykonywania ćwiczeń gimnastycznych. Z nimi sąsiadowały sale masażu, wypoczynku i najprawdopodobniej biblioteki umieszczone w symetrycznie rozmieszczonych apsydach. Za tymi pomieszczeniami, po stronie zachodniej budynku, znajdował się kompleks pomieszczeń ogrzewanych. Były tam m.in. pomieszczenia sauny (laconicum) oraz basen z gorącą wodą (caldarium). Caldarium miało postać okrągłego pomieszczenia, nakrytego kopułą o średnicy 35 metrów. Dalej umieszczono otwarte pomieszczenie sąsiadujące z wewnętrznym patio, na którym umieszczono basen z zimną wodą (frigidarium). Po stronie zachodniej budynku znajdował się plac do rozgrywania zawodów sportowych. Eksedry umieszczone po wschodniej i zachodniej stronie budynku mieściły sale, z których jedna w kształcie ośmiokąta najprawdopodobniej odgrywała rolę nimfeum. Po stronie południowej i północnej wybudowano perystyle i aule zakończone apsydami na dłuższym boku. Wnętrza budowli urozmaicały liczne wnęki i nisze. Ściany i posadzki pokrywały mozaiki oraz malowidła.
W XVI wieku ruiny term zaczęły budzić zainteresowanie w kręgach uczonych i artystów, którzy studiowali i uwieczniali architekturę budowli. Za pontyfikatu papieża Pawła III (1534–1549) rozpoczęto prace wykopaliskowe, które zaowocowały odkryciem licznych dzieł sztuki, m.in. Heraklesa Farnese, Byka Farnese i Flory Farnese, obecnie znajdujących się w zbiorach Narodowego Muzeum Archeologicznego w Neapolu. Kompleksowe prace archeologiczne na terenie kompleksu przeprowadzono w XIX (1824–29, 1868, 1870–72, 1878–81) i na początku XX wieku (1900–01, 1911–12).
7 lipca 1990 roku w Termach Karakalli odbył się pierwszy koncert trzech tenorów.